# Hemicephalis proserpina
Hemicephalis proserpina là một loài bướm đêm trong họ Noctuidae.